# Kurodaia fulvofasciata
Kurodaia fulvofasciata är en insektsart som först beskrevs av Piaget 1880.  Kurodaia fulvofasciata ingår i släktet Kurodaia, och familjen spolätare. Arten är reproducerande i Sverige.